# Club Social de Deportes Rangers
O Club Social de Deportes Rangers é um clube de futebol chileno. Sua sede fica na cidade de Talca. A equipe disputa a primeira divisão do Campeonato Chileno. O nome Rangers foi escolhido por Juan Greenstreet, um dos fundadores do clube. A origem das suas cores, vermelho e preto, são desconhecidas. Mas uma das possibilidades é de que alguns dos primeiros jogadores do time também eram membros da Segunda Companhia de Bombeiros de Talca, cujo escudo era vermelho e preto.

## História
Em 1952, estreou na Segunda División a segunda divisão chilena. Acabou sendo vice-campeão do torneio, conseguindo assim, a promoção á Campeonato Chileno.
O Rangers foi rebaixado em 2009 depois de ter sido punido com a perda de três pontos para a utilização de muitos jogadores não-chilenos em um jogo de 8 de novembro.
O clube entrou com uma ação em um tribunal chileno, levando a uma ameaça da FIFA de deixar a Seleção Chilena fora da Copa do Mundo de 2010, se o caso continuasse. Sob a pressão dos credores, Rangers desistiu do processo em 27 de novembro, pouco depois que a demanda da FIFA. O caso atrasou o início dos playoffs da liga. Em 2010, o clube foi leiloado e comprado por um grupo empresarial chamado "Piduco SADP".
Em 27 de novembro de 2011, Rangers foi promovido a Campeonato Chileno depois de bater o Everton de Viña del Mar, no último jogo.

## Rivalidade
O Rangers de Talca tem como rival o Curicó Unido, da cidade de Curicó.

## Títulos
| NACIONAIS | NACIONAIS                        | NACIONAIS | NACIONAIS                  |
|           | Competição                       | Títulos   | Temporadas                 |
| --------- | -------------------------------- | --------- | -------------------------- |
| Chile     | Campeonato Chileno da 2ª Divisão | 3         | 1988, 1993 e 1997-Apertura |

## Histórico em competições oficiais
- Copa Libertadores da América: 1970

## Sedes e estádios

### Fiscal de Talca
Estádio Fiscal de Talca, com capacidade para 8.230 torcedores. Inaugurado em 1937.